# Edson Cholbi Nascimento
Edson Cholbi do Nascimento, más conocido simplemente como Edinho (nacido el 27 de agosto de 1970 en Santos, estado de Sao Paulo), es un exfutbolista brasileño. Jugaba como portero. Es el hijo de la leyenda del fútbol Pelé con su primera esposa Rosemeri dos Reis Cholbi.

## Biografía

### Inicio de la carrera
Edson Cholbi do Nascimento nació en Santos, San Pablo, Brasil, cuando corría el año 1970, un 27 de agosto. Desde el momento de su nacimiento, él no fue un niño más. Es hijo de una de las más grandes figuras de la historia mundial, “Pelé”. Su madre fue la primera esposa de “O Rey”, Rosemeri dos Reis Cholbi. Edinho es uno de los seis hijos reconocidos por el futbolista.
El niño nació poco más de dos meses después de que el futbolista consiguiera su tercera Copa del Mundo en el estadio Azteca de la Ciudad de México. En aquella final, Brasil derrotó 4 a 1 a la Selección de fútbol de Italia.
La relación entre Rosemeri Cholbi y “Pelé” no era la normal porque en 1993 una prueba de ADN demostró la infidelidad del futbolista. Había tenido una hija con una señora, Anizia Machado, que limpiaba la casa donde vivían. Edinho expresó de grande: “Cuando nos mudamos a Nueva York, mis padres se separaron y yo fui criado por una madre soltera junto a mi hermana en un pequeño departamento”.
Edinho no tenía contacto con su padre y fue criado prácticamente sin verlo. “Solo lo veía en algunos cumpleaños o en alguna ocasión especial, una o dos veces al año”, relató.
Fue muy decepcionante para él crecer sin la figura paterna a su lado. Su inserción en la sociedad también fue una dificultad. Se manejaba por Manhattan o iba a Harlem, uno de los mayores centros de residencias de afroamericanos, y nunca le decía a los demás quien era o quien era su padre.
Ya crecido y al transitar su adolescencia hizo del sur de Bronx su lugar, su casa.
A los 19 años, el futbol se apoderó de su vida, tal como lo hizo con su padre. Se unió al club Vila Belmiro como un arquero muy recomendado. Sin embargo, los medios dijeron que se le había dado la oportunidad gracias a su progenitor. A los 29 años de edad, la carrera por la cual había apostado y en la cual su padre había triunfado, le dio la espalda. Edinho abandonó el futbol en 1999.

### Conflictos legales
El hijo del astro había tenido problemas legales por participar de una carrera callejera en la ciudad de Santos en 1992 que derivó en la muerte de una persona inocente.

## Clubes

### Como jugador
| Club                | País   | Año         |
| ------------------- | ------ | ----------- |
| Santos              | Brasil | 1990-1991   |
| Portuguesa Santista | Brasil | 1992        |
| São Caetano         | Brasil | 1992        |
| Santos              | Brasil | 1994-1998   |
| Ponte Preta         | Brasil | 1998 - 1999 |

### Como director técnico
| Club       | País   | Año             |
| ---------- | ------ | --------------- |
| Mogi Mirim | Brasil | 2015            |
| Água Santa | Brasil | 2016 - presente |